# Pavoučí hedvábí

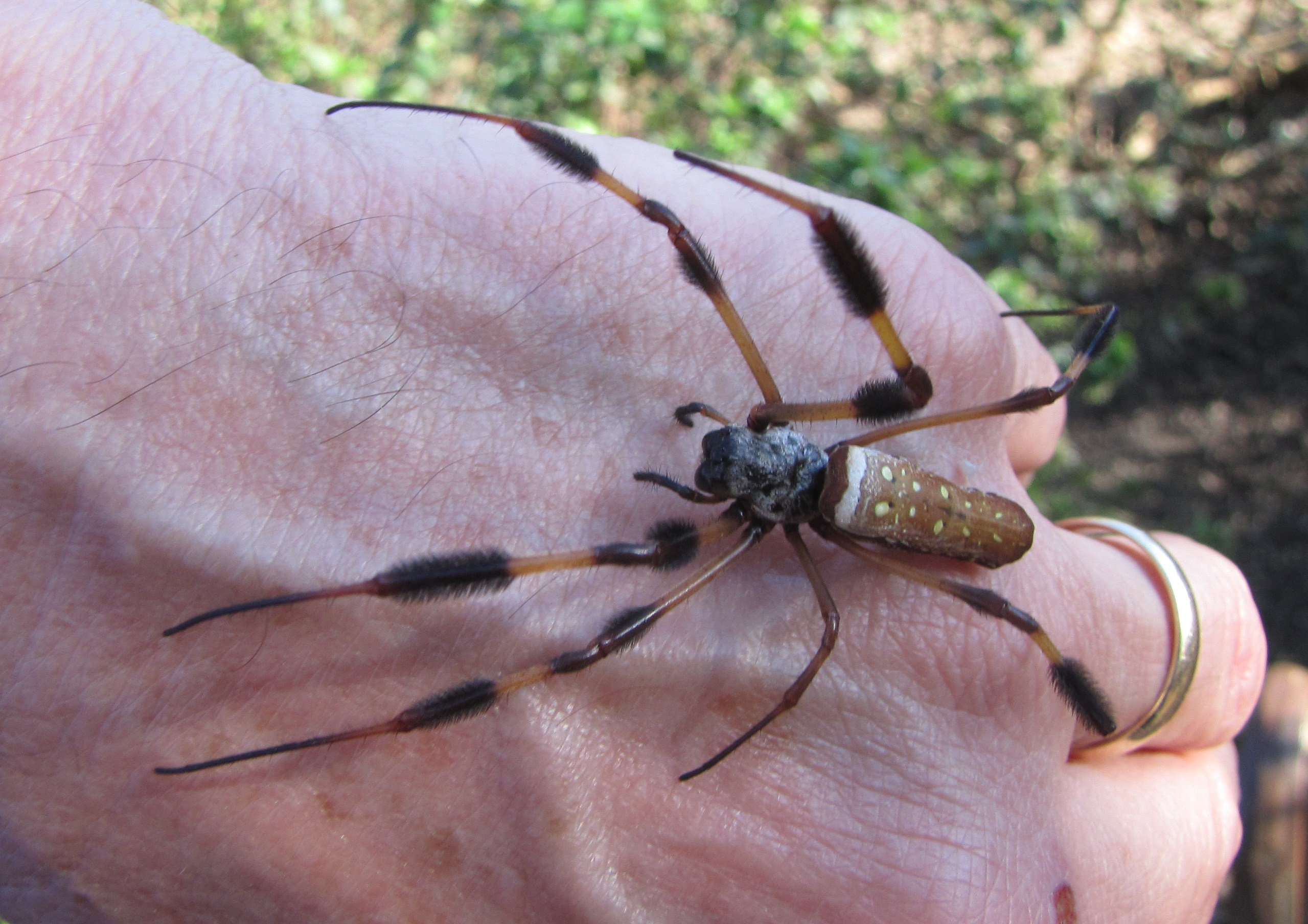
Pavouk Nephila clavopes

Pavoučí hedvábí je proteinové vlákno z výměšků pavouků rodu Argiope a Nephila.

## Pavučina jako textilní surovina
Pavučina z výměšků druhů rodu Nephila a Araneus sestává až ze sedmi druhů vlákenného materiálu, ze kterých tzv. slanovací nit (dragline) vyměšovaná hlavní měchýřovitou žlázou (major ampullate gland) vyniká fyzikálními vlastnostmi srovnatelnými s některými drahými syntetickými vlákny. Po východu z těla pavouka se z výměšku na vzduchu okamžitě tvoří filament s tloušťkou cca 7 µm a s nepřetržitou délkou až 400 metrů.

### Hedvábí z výměšku zlatého pavouka
Zhotovení textilie přímo z pavoučího hedvábí je proveditelné, avšak extrémně nákladné a jako výrobek na prodej nerentabilní. Jeden z nejznámějších důkazů o technické proveditelnosti takového záměru je pelerína (viz snímek) zhotovená na Madagaskaru v roce 2009 a vystavená v londýnském Victoria and Albert Museum od roku 2012. Exponát o velikosti 3,4x1,2 m je šitý z ručně tkaného a vyšívaného hedvábného brokátu. Příze na výrobek pochází z výměšků od více než jednoho milionu samiček zlatého pavouka. Pavouk se usadil do krunýře spojeného s vijákem, na který se namotalo na každý pokus asi 3–5 mg hedvábí, 24 filamentů se ručně seskalo na přízi ke tkaní (0,2 tex x 24). Na projektu pracovalo asi 80 dělníků po dobu 3 let, financování zajistili dva britští filantropové.  

### Umělé vlákno z proteinu pavouka
Vynikající vlastnosti pavoučího hedvábí, zejména houževnatost, byly už dlouho známé. Výzkum na několika institucích ve světě se zejména od druhé poloviny 20. století intenzivně zabývá vývojem technologie výroby umělého hedvábí, které se svými vlastnostmi alespoň přibližuje pavoučímu vláknu. V posledních letech 20. století byly na toto téma uznány první patenty.
Od té doby bylo zveřejněno několik metod, téměř všechny se zakládají na principu výroby tzv. rekombinantních proteinů v mediu, do kterého se naočkovaly geny pavouka. Z tekutého proteinu se pak vyrábí mokrým zvlákňováním hedvábný filament:
- V roce 1998 to byl vyroben první protein z kozího mléka.[5] V roce 2013 byl prezentován pod značkou Biosteel® první filament, v roce 2014 dosáhl objem jedné partie proteinu 50 000 litrů, což odpovídá možné produkci maximálně 250 kg hedvábí. [6]

Výroba zvláknitelného rekombinantního proteinu probíhá v 8 fázích, v pokusném provoze trvalo zhotovení partie cca 25 dní.
- Z modifikovaných proteinů z pavouka Araneus infikovaných do bakterií E.coli se vyrábí materiál na mokré zvlákňování. Po vyčištění se získává z 1 litru tekutiny 1–2 g rekombinantního proteinu. Celkové náklady na výrobu hedvábí přesahují 30 000 USD/kg.[8]

- Umělé proteiny z kvasnic modifikovaných s pavoučími geny se dají zvlákňovat a zpracovat na oděvní textilie. Výrobní náklady se odhadují na 37 000 USD/kg filamentu. O fyzikálních vlastnostech materiálu nebylo dosud (2018) nic publikováno.[8]

- Pavoučí geny infikované do vajíček bource morušového. Náklady na výrobu filamentu z modifikovaného výměšku bource morušového mají obnášet méně než 300 USD/kg. [8]

## Fyzikální vlastnosti pavoučího hedvábí
Porovnání s některými druhy vláken s vynikajícími vlastnostmi:
| Druh vlákna            | Pevnost v tahu GPa | Relat. pevnost N/dtex | Tažnost % | Modul pružnosti GPa | Houževnatost MJ/m3 |
| ---------------------- | ------------------ | --------------------- | --------- | ------------------- | ------------------ |
| Uhlíková vlákna        | 6,4                | 0,2                   | 28        | 227                 | 25                 |
| Zylon (PBO)            | 5,8                | 0,37                  | 2,5–3,5   | 270                 | 25                 |
| Kevlar (aramid)        | 3,6                | 0,19                  | 2,4–3,6   | 110                 | 50                 |
| Pavoučí vl. (dragline) | 1,9                | 13                    | 40        | 6,0                 | 180x               |
| Umělá pavoučí vlákna   | 0,1–0,7            | 0,1                   | 4–27      | 6,0                 | 189                |

x Jednotlivé vzorky hedvábí ze samičky madagaskarského pavouka Caerostris darwini dosahují houževnatost 500 MJ/m3
Vedle houževnatosti má pavoučí hedvábí výhodu v tom, že se jako materiál na biologické bázi po použití snadno odbourává (dá se kompostovat) a při výrobě se nezatěžuje ovzduší škodlivými látkami.

## Použití
Výrobky z pavoučího hedvábí se mají v budoucnu používat na oděvní, bytové, zdravotní a technické textilie (např. pancíře), i na vláknové kompozity pro letectví a astronautiku.
Z pokusné komerční výroby byly dosud (2018) nabízeny jen např. čepice za 198 USD a kravaty za 314 USD

## Galerie pavuoučího hedvábí

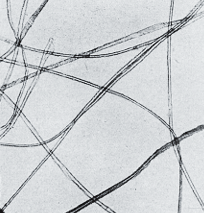
Pavoučí hedvábí z Madagaskaru 100 x zvětšeno (snímek z roku 1931)
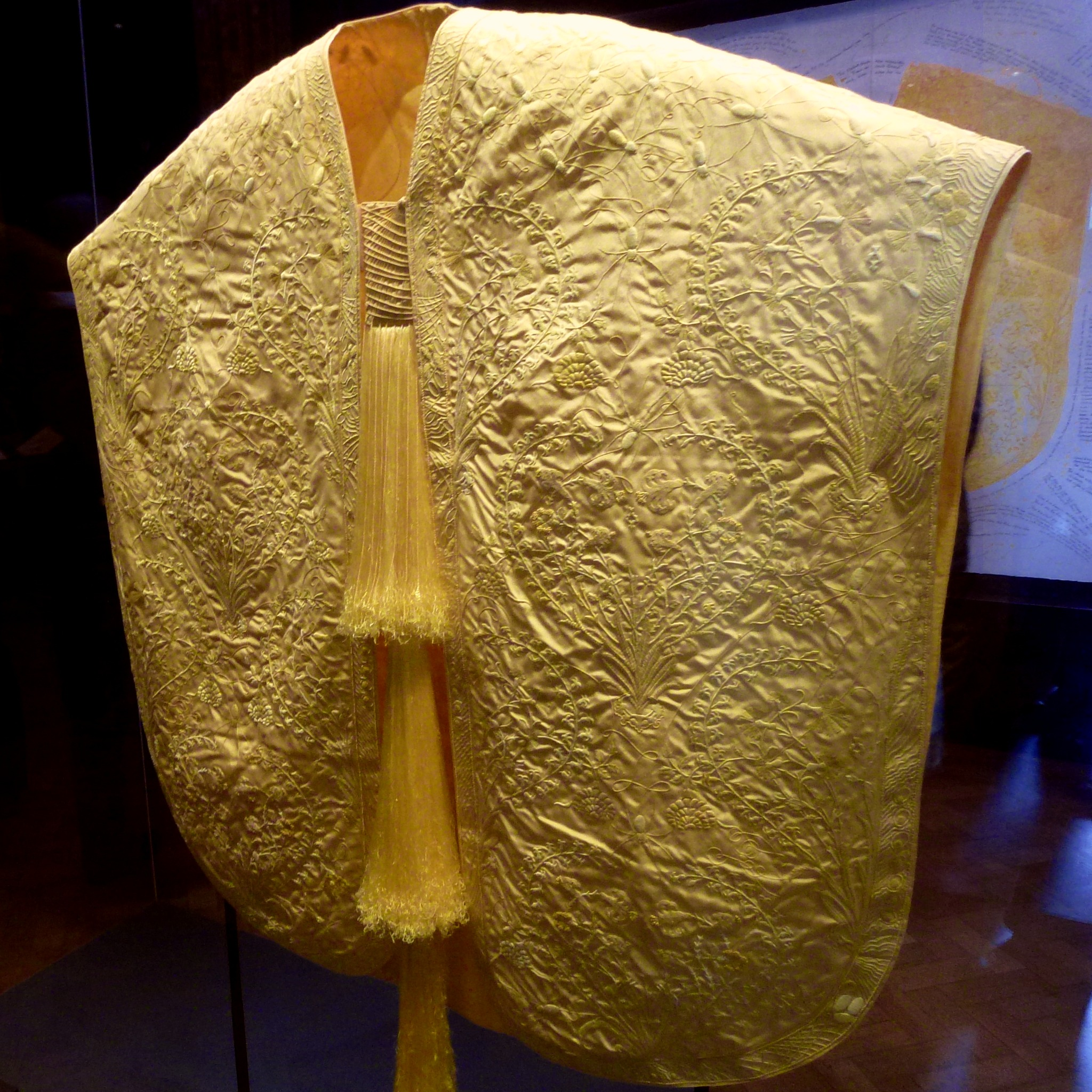
Pelerína z hedvábí madagaskarského zlatého pavouka
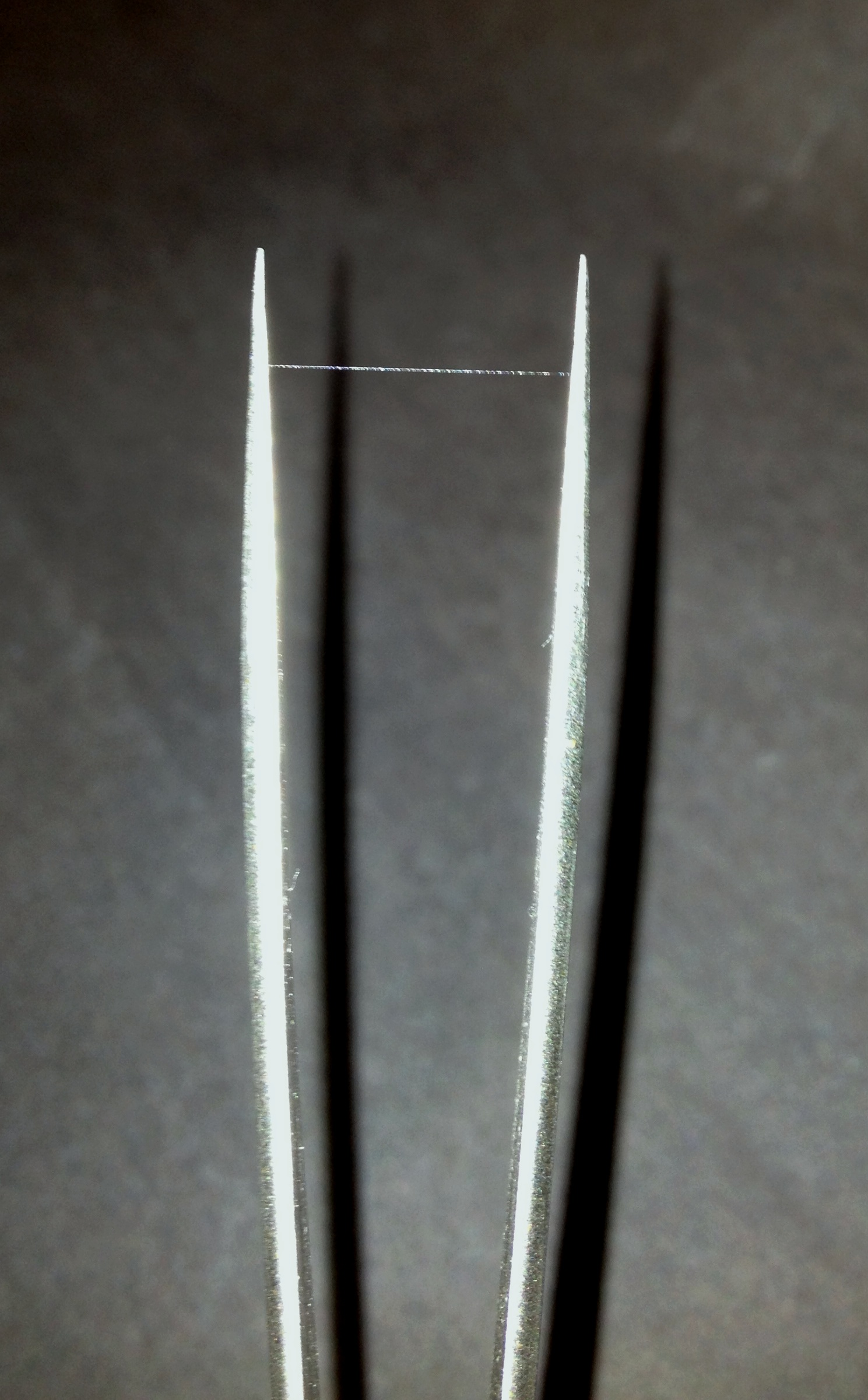
Vzorek filamentu uměle vyrobeného z výměšků pavouka Caerostris darwini (asi v roce 2010)
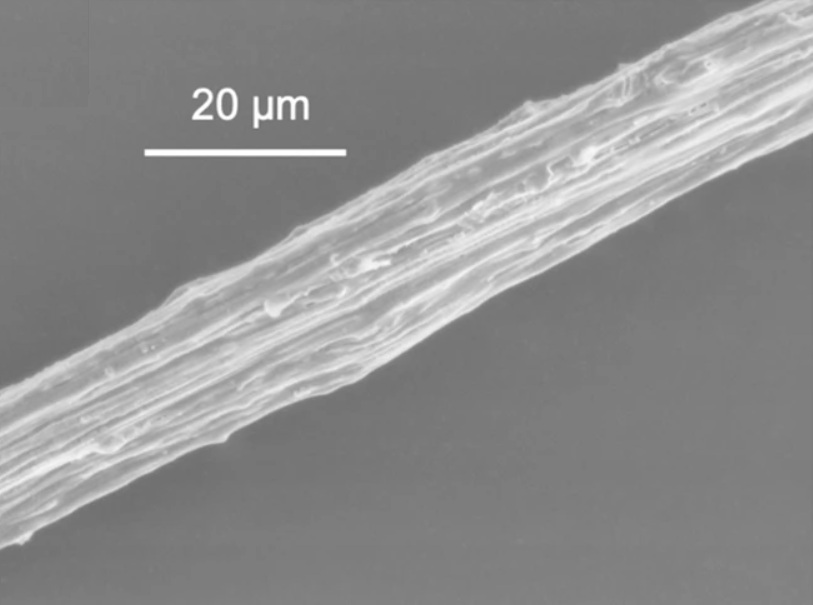
Laboratorně zvlákněný pavoučí protein (Japonsko 2020)x
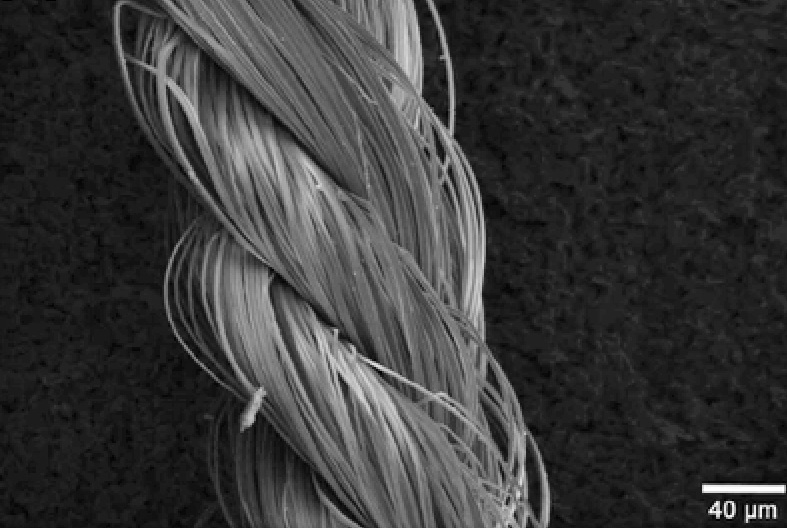
Chirurgická nit splétaná ze svazků 240 vláken od 5 pavouků (Německo 2013)xx

x xx